# Lacetanok
Lacetanok, ókori néptörzs. Hispania Tarraconensisben, a Pireneusok tövében éltek. Livius és Julius Caesar tesz említést róluk.